# Unruoch III.
Unruoch III. (* um 840 in Friaul; † 874) war von 866 bis 874 Markgraf von Friaul.
Er war der älteste Sohn des Markgrafen Eberhard von Friaul aus dem Geschlecht der Unruochinger und dessen Frau Gisela, Tochter des Kaisers Ludwig des Frommen. Mit seiner Ehefrau Ava, Tochter des Etichonen Liutfrid (erwähnt 876/902, illustris comes, 879 Herr von Monza, Graf im Sundgau, 884 Laienabt von Münster-Granfelden) und Nichte der Kaiserin Irmgard (vermählt mit Kaiser Lothar I.), hatte er einen Sohn, Eberhard von Sulichgau sowie mindestens eine Tochter namens Gisela, die nach der Miracula St. Walpurgae den Rheingau-Grafen Meingaud († 892) und danach Burkhard von Worms (†905/6) heiratete. Ihre Tochter Reginlinde wurde später Herzogin von Schwaben.